# 看護過程
看護過程（かんごかてい、Nursing Process）とは、独自の知識体系に基づき、ヘルスケア、看護ケアを必要としている対象者に的確にこたえるために、どのような計画・介入援助が望ましいかを考え、系統的・組織的に行う活動のこと。臨床では看護記録として記載する場合が多い。

## 看護過程の5段階
看護過程には、次の5段階がある。人によっては、いずれかの段階を二つに分けたりなどしているので、必ずしもこれとは一致せず、また、必ずしも一方向のみに展開すべきものでもない。
- 看護アセスメント     目の前にある健康問題、または潜在的な問題を把握するために、情報を収集する。バイタルサイン、病歴（既往歴）、家族構成
- 看護診断     収集した情報が正しいことを確認し、次いでデータを分析する。
- 看護計画 　その問題の解決のために、患者と共に行動計画を作成する。
- 看護介入　 目標に到達するための、看護行為や患者の自己努力。
- 看護評価 　看護者はどのような成果が現れたか、あるいは看護計画を変更する必要はないかなど患者と一緒に評価を行う。

これは、アメリカ合衆国のコロンビア大学に初めて看護学部が誕生したときに、その直前までコロンビア大学の教授だったジョン・デューイの問題解決学習を下敷きにして、看護師が臨床現場で働く場合の看護的な思考と行動のパターンを様式化して、看護を目指す人や、自らの提供している看護ケアの質を高めようとする志ある人にとって、その目指すべき境地を標準化し、具体的にするべく考案されたものである。
また、具体的な看護計画を立てることで、異なる看護師によって同一のケアを実施する目的もある。